# Marzenia na Gwiazdkę
Marzenia na Gwiazdkę lub Lista świątecznych życzeń (ang. The Christmas List, 1996) – amerykański film familijny.
Film jest emitowany w Polsce za pośrednictwem telewizji Disney XD, a kiedyś Jetix. Wcześniej jego premiera odbyła się w 1997 roku w Canal+.

## Opis fabuły
35-letnia Melody (Mimi Rogers) jest sprzedawczynią w domu towarowym. Od 7 lat nie awansowała, wciąż mieszka ze swoją matką i umawia się z mężczyzną, który tak naprawdę nie poświęca jej wiele uwagi. Tuż przed Bożym Narodzeniem wrzuca do "skrzynki pocztowej Mikołaja" swoją listę życzeń. Melody dostaje wszystko to, o co prosiła. Odtąd życie Melody odmienia się w magiczny sposób.

## Obsada
- Mimi Rogers – Melody Parris
- Rob Stewart – Dr. David Skyler
- Stella Stevens – Natalie Parris
- Bill Switzer – Danny Skyler
- Marla Maples – Faith
- Enuka Okuma – Naomi
- Jano Frandsen – George
- Madison Graie – April Mae
- Andrew Johnson
- George Pilgrim
- Tony Griffin – Eric Katz
- Gary Hetherington – Harold Daumier
- Tanja Reichart – Suzie
- Anne Farquhar – Caroline
- Paul Raskin – Ted

## Wersja polska
Wersja polska: na zlecenie Canalu+ – PaanFilm Studio Warszawa

Tekst: Zuzanna Naczyńska

Czytał: Maciej Gudowski